# Jaroslaw II. Wsewolodowitsch
Jaroslaw II. Wsewolodowitsch (russisch Ярослав Всеволодович; * 1190; † 30. September 1246 in Karakorum) war ab 1238 Großfürst von Wladimir aus dem Geschlecht der Rurikiden.
Jaroslaw II., der  Sohn Wsewolod Jurjewitschs, folgte seinem Bruder Juri II., der 1238 in der Schlacht am Sit gegen die Mongolen gefallen war, auf den Großfürstenthron von Wladimir. Anfangs blieb Jaroslaw noch weitgehend unbeeinflusst von den neuen mongolischen Herrschern. Das änderte sich jedoch bald. Nach der Rückkehr des Großkhans Batu musste Jaroslaw II. 1242 erstmals an dessen Hof in Sarai erscheinen. Batu bestätigte ihn zwar als Großfürst, ab diesem Zeitpunkt mussten sich aber alle russischen Fürsten ihre Herrschaft von den Mongolen genehmigen lassen. Während eines dieser Besuche wurde Jaroslaw II. 1246 in Karakorum vergiftet.
Jaroslaw II. war Vater Wassilis und Jaroslaws III.

## Einbelege
1. ↑  Frithjof Schenk: Alexander Newski. Ein anti-deutscher Held im russischen kulturellen Gedächtnis? In: Matthias Wemhoff und Alexander Lewykin: Russen und Deutsche. Essay-Band: 1000 Jahre Kunst, Geschichte und Kultur. Imhof, Petersberg 2012, S. 478–485.

| Vorgänger | Amt                  | Nachfolger      |
| --------- | -------------------- | --------------- |
| Juri II.  | Russischer Herrscher | Swjatoslaw III. |

| Personendaten    | Personendaten                     |
| ---------------- | --------------------------------- |
| NAME             | Jaroslaw II. Wsewolodowitsch      |
| ALTERNATIVNAMEN  | Wsewolodowitsch, Jaroslaw         |
| KURZBESCHREIBUNG | Großfürst von Wladimir (Russland) |
| GEBURTSDATUM     | 1190                              |
| STERBEDATUM      | 30. September 1246                |
| STERBEORT        | Karakorum                         |